# Bob Rouse
Robert John Rouse (* 18. června 1964, Surrey, Kanada) je bývalý kanadský hokejový obránce.

## Hráčská kariéra
Draftován byl v roce 1982 týmem Minnesota North Stars. V NHL odehrál za Minnesota North Stars, Washington Capitals, Toronto Maple Leafs, Detroit Red Wings a San Jose Sharks celkem 1061 zápasů v základní části a 67 v play-off. V základní části vstřelil 37 gólů a zaznamenal 181 asistencí. V play-off 3 góly a 14 asistencí.
S týmem Detroit Red Wings se dvakrát stal vítězem Stanley Cupu (1997, 1998). Kanadu reprezentoval na mistrovství světa 1987.

## Ocenění a úspěchy
- 1983 WHL – Druhý All-Star Team
- 1984 WHL – První východní All-Star Team

## Prvenství
- Debut v NHL – 25. ledna 1984 (Chicago Black Hawks proti Minnesota North Stars)
- První gól v NHL – 23. října 1984 (Minnesota North Stars proti Philadelphia Flyers, švédskému brankáři Pelle Lindbergh)
- První asistence v NHL – 11. listopadu 1984 (Toronto Maple Leafs proti Minnesota North Stars)

## Klubová statistika
| Sezóna       | Klub                  | Soutěž       |       | Základní část | Základní část | Základní část | Základní část | Základní část |   | Play off | Play off | Play off | Play off | Play off |
| Sezóna       | Klub                  | Soutěž       | Z     | G             | A             | B             | TM            | Z             | G | A        | B        | TM       |          |          |
| 1980–81      | Billings Bighorns     | WHL          | 70    | 0             | 13            | 13            | 116           | 5             | 0 | 0        | 0        | 2        |          |          |
| 1981–82      | Billings Bighorns     | WHL          | 71    | 7             | 22            | 29            | 209           | 5             | 0 | 2        | 2        | 10       |          |          |
| 1982–83      | Nanaimo Islanders     | WHL          | 29    | 7             | 20            | 27            | 86            | —             | — | —        | —        | —        |          |          |
| 1982–83      | Lethbridge Broncos    | WHL          | 42    | 8             | 30            | 38            | 82            | 20            | 2 | 13       | 15       | 55       |          |          |
| 1982–83      | Lethbridge Broncos    | M-Cup        | —     | —             | —             | —             | —             | 3             | 1 | 2        | 3        | 10       |          |          |
| 1983–84      | Lethbridge Broncos    | WHL          | 71    | 18            | 42            | 60            | 101           | 5             | 0 | 1        | 1        | 28       |          |          |
| 1983–84      | Minnesota North Stars | NHL          | 1     | 0             | 0             | 0             | 0             | —             | — | —        | —        | —        |          |          |
| 1984–85      | Minnesota North Stars | NHL          | 63    | 2             | 9             | 11            | 113           | —             | — | —        | —        | —        |          |          |
| 1984–85      | Springfield Indians   | AHL          | 8     | 0             | 3             | 3             | 6             | —             | — | —        | —        | —        |          |          |
| 1985–86      | Minnesota North Stars | NHL          | 75    | 1             | 14            | 15            | 151           | 3             | 0 | 0        | 0        | 0        |          |          |
| 1986–87      | Minnesota North Stars | NHL          | 72    | 2             | 10            | 12            | 179           | —             | — | —        | —        | —        |          |          |
| 1987–88      | Minnesota North Stars | NHL          | 74    | 0             | 12            | 12            | 168           | —             | — | —        | —        | —        |          |          |
| 1988–89      | Minnesota North Stars | NHL          | 66    | 4             | 13            | 17            | 124           | —             | — | —        | —        | —        |          |          |
| 1988–89      | Washington Capitals   | NHL          | 13    | 0             | 2             | 2             | 36            | 6             | 2 | 0        | 2        | 4        |          |          |
| 1989–90      | Washington Capitals   | NHL          | 70    | 4             | 16            | 20            | 123           | 15            | 2 | 3        | 5        | 47       |          |          |
| 1990–91      | Washington Capitals   | NHL          | 47    | 5             | 15            | 20            | 65            | —             | — | —        | —        | —        |          |          |
| 1990–91      | Toronto Maple Leafs   | NHL          | 13    | 2             | 4             | 6             | 10            | —             | — | —        | —        | —        |          |          |
| 1991–92      | Toronto Maple Leafs   | NHL          | 79    | 3             | 19            | 22            | 97            | —             | — | —        | —        | —        |          |          |
| 1992–93      | Toronto Maple Leafs   | NHL          | 82    | 3             | 11            | 14            | 130           | 21            | 3 | 8        | 11       | 29       |          |          |
| 1993–94      | Toronto Maple Leafs   | NHL          | 63    | 5             | 11            | 16            | 101           | 18            | 0 | 3        | 3        | 29       |          |          |
| 1994–95      | Detroit Red Wings     | NHL          | 48    | 1             | 7             | 8             | 36            | 18            | 0 | 3        | 3        | 8        |          |          |
| 1995–96      | Detroit Red Wings     | NHL          | 58    | 0             | 6             | 6             | 48            | 7             | 0 | 1        | 1        | 4        |          |          |
| 1996–97      | Detroit Red Wings     | NHL          | 70    | 4             | 9             | 13            | 58            | 20            | 0 | 0        | 0        | 55       |          |          |
| 1997–98      | Detroit Red Wings     | NHL          | 71    | 1             | 11            | 12            | 57            | 22            | 0 | 3        | 3        | 16       |          |          |
| 1998–99      | San Jose Sharks       | NHL          | 70    | 0             | 11            | 11            | 44            | 6             | 0 | 0        | 0        | 6        |          |          |
| 1999–00      | San Jose Sharks       | NHL          | 26    | 0             | 1             | 1             | 19            | —             | — | —        | —        | —        |          |          |
| Celkem v NHL | Celkem v NHL          | Celkem v NHL | 1,061 | 37            | 181           | 218           | 1,559         | 136           | 7 | 21       | 28       | 198      |          |          |

## Reprezentace
| Rok                       | Tým                       | Soutěž                    | Z | G | A | B | TM |
| ------------------------- | ------------------------- | ------------------------- | - | - | - | - | -- |
| 1987                      | Kanada                    | MS                        | 4 | 0 | 0 | 0 | 4  |
| Seniorská kariéra celkově | Seniorská kariéra celkově | Seniorská kariéra celkově | 4 | 0 | 0 | 0 | 4  |